# Olga Sónina
Olga Sónina –en ruso, Ольга Сонина– (10 de enero de 1980) es una deportista rusa que compitió en judo. Ganó una medalla de oro en el Campeonato Europeo de Judo de 2005, en la categoría de –57 kg.

## Palmarés internacional
| Campeonato Europeo | Campeonato Europeo      | Campeonato Europeo | Campeonato Europeo |
| Año                | Lugar                   | Medalla            | Categoría          |
| ------------------ | ----------------------- | ------------------ | ------------------ |
| 2005               | Róterdam (Países Bajos) | Medalla de oro     | –57 kg             |